# Sphinctus rufiventris
Sphinctus rufiventris är en stekelart som beskrevs av Meyer 1930. Sphinctus rufiventris ingår i släktet Sphinctus och familjen brokparasitsteklar. Inga underarter finns listade i Catalogue of Life.